# Bhagawan (tytuł)

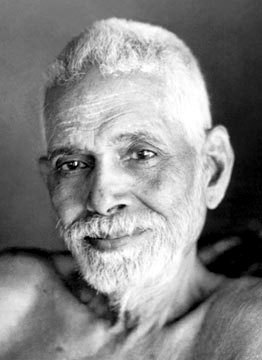
Bhagawan Śri Ramana Maharishi

Bhagawan (dewanagari भगवान्, tlr. Bhagavān, sanskryt Bhagawant „ten, który jest błogosławiony”, ang. Bhagavan) – tytuł nadawany wybitnym osobom i bóstwom w hinduizmie sugerujący umiejętność doświadczania błogosławieństwa Bhagawana.
Termin ten bywa oddawany w tłumaczeniu poprzez słowo "Pan".

## Hinduistyczne imiona guru
- Bhagawan Śri Ramana Maharishi
- Bhagawan Sathya Sai Baba
- Bhagawan Nityanada (z Ganeśpuri)
- Aghoreśwar Baba Bhagwan Ram z Varanasi